# Martin Prokop
Martin Prokop (4 de octubre de 1982, Jihlava) es un piloto de rally checo que ha sido Campeón Mundial Junior en 2009, actualmente especializado en rally raid.

## Carrera deportiva
Ha competido en el mundial junior desde 2005 logrando dos terceros puestos en 2007 y 2008 y finalmente el título en 2009. En 2010 compitió en el Campeonato S2000 terminando tercero.
En 2011 repite puesto en el certamen y pilotó su primer World Rally Car, un Ford Fiesta RS WRC, en el Rally de Gran Bretaña donde finalizó vigésimo segundo. 

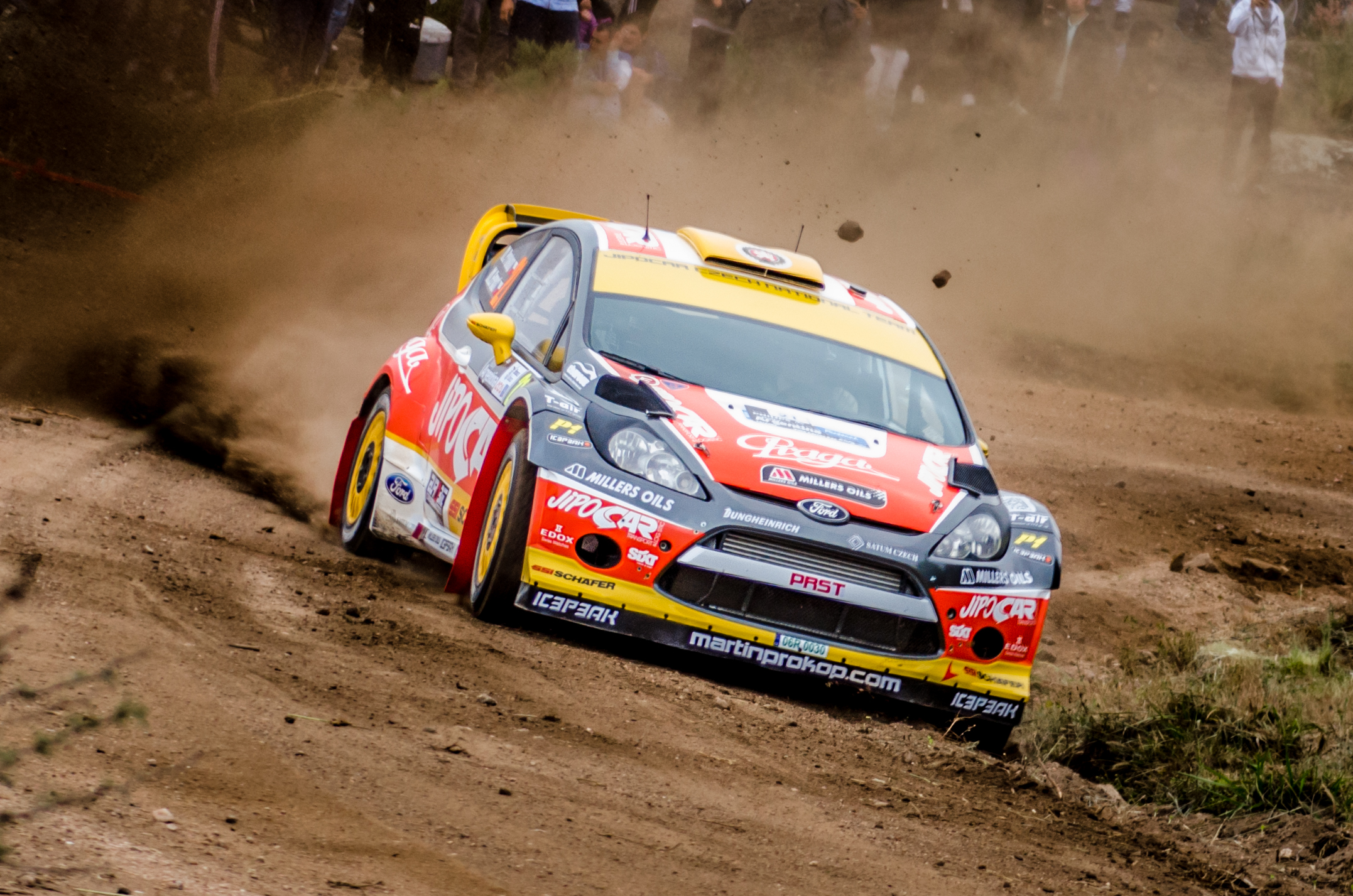
1. 21 Martin Prokop & Michal Ernst onboard Ford Fiesta RS WRC during Argentina WRC 2013.

Empezó a participar en el Rally Dakar a partir de la edición 2016, logrando el decimocuarta posición.
En 2018 gano su primer torneo de rally raid del Abu Dhabi Desert Challenge en coches a bordo del Ford F-150 evo, superando al campeón defensor Nasser Al-Attiyah y con una diferencia de 13 minutos y 2 segundos sobre su perseguidor Jakub Przygonski.
En 2023 empezó a competir en el Campeonato Mundial de Rally Raid en la categoría Ultimate, con el constructor M-Sport World Rally Team de Ford, logrando su mejor posición en la sexta posición. Actualmente es piloto privado y conduce un Ford Raptor T1+.

## Palmarés
| Año     | Título                     | Categoría |
| ------- | -------------------------- | --------- |
| 2009    | Campeonato Mundial Junior  | JWRC      |
| 2011    | Rally México               | S200      |
| 2018    | Abu Dhabi Desert Challenge | Coches    |
| Fuente: |                            |           |

## Resultados

### Campeonato Mundial de Rally
| Año     | Equipo                      | Automóvil                | 1       | 2       | 3       | 4      | 5       | 6       | 7      | 8       | 9       | 10     | 11      | 12      | 13    | Posic. | Puntos |
| ------- | --------------------------- | ------------------------ | ------- | ------- | ------- | ------ | ------- | ------- | ------ | ------- | ------- | ------ | ------- | ------- | ----- | ------ | ------ |
| 2005    | Martin Prokop               | Suzuki Ignis S1600       | MON 21  | ITA 24  | GRE 27  | FIN 36 | GER Ret | GBR Ret | FRA 22 | ESP 22  |         |        |         |         |       | -      | 0      |
| 2006    | Martin Prokop               | Citroën C2 S1600         | MON 20  | SWE 45  | ESP 17  | FRA 20 | ITA 37  | GER 22  | FIN 35 | TUR 21  | GBR 25  |        |         |         |       | -      | 0      |
| 2007    | Martin Prokop               | Citroën C2 S1600         | MON 20  |         | POR Ret | ITA 16 |         | FIN Ret | GER 11 | ESP 17  | FRA 17  |        |         |         |       | -      | 0      |
| 2007    | Martin Prokop               | Mitsubishi Lancer Evo IX |         | SWE Ret |         |        | GRE 20  |         |        |         |         | GBR 20 |         |         |       | -      | 0      |
| 2008    | Martin Prokop               | Citroën C2 S1600         |         | MEX 22  |         | ITA 30 |         |         | FIN 20 | GER Ret |         | ESP 16 | FRA 19  |         |       | -      | 0      |
| 2008    | Martin Prokop               | Mitsubishi Lancer Evo IX | SWE 12  |         | ARG 15  |        | GRE 34  | TUR DSQ |        |         | NZL 10  |        |         | GBR Ret |       | -      | 0      |
| 2009    | Martin Prokop               | Citroën C2 S1600         | IRE 17  |         | CYP 14  |        |         | ITA 12  |        | POL 12  | FIN 14  |        | ESP Ret |         |       | -      | 0      |
| 2009    | Martin Prokop               | Mitsubishi Lancer Evo IX |         | NOR 15  |         | POR 10 | ARG DSQ |         | GRE 12 |         |         | AUS 10 |         | GBR 10  |       | -      | 0      |
| 2010    | Czech Ford National Team    | Ford Fiesta S2000        | SWE 14  | MEX 9   | NZL 11  | FIN 13 | DEU 11  |         | FRA 21 |         |         |        |         |         |       | 18º    | 3      |
| 2010    | Barwa Rally Team            | Ford Fiesta S2000        |         |         |         |        |         | JPN 10  |        |         |         |        |         |         |       | 18º    | 3      |
| 2011    | Czech Ford National Team    | Ford Fiesta S2000        | SWE 12  | MEX 7   | ITA 10  | GRE 15 | FIN 12  | DEU 30  | FRA 14 | ESP 13  |         |        |         |         |       | 19º    | 7      |
| 2011    | Czech Ford National Team    | Ford Fiesta WRC          |         |         |         |        |         |         |        |         | GBR 22  |        |         |         |       | 19º    | 7      |
| 2012    | Czech Ford National Team    | Ford Fiesta RS WRC       | MON 9   | SWE 9   | MEX     | POR 5  | ARG 4   | GRE 5   | NZL    | FIN 9   | DEU Ret | GBR 9  | FRA 9   | ITA 8   | ESP   | 9º     | 46     |
| 2013    | Jipocar Czech National Team | Ford Fiesta RS WRC       | MON 7   | SWE 7   | MEX 9   | POR 7  | ARG 10  | GRE 7   | ITA 5  | FIN Ret | DEU 4   | AUS    | FRA Ret | ESP 7   | GBR 6 | 9º     | 63     |
| 2014    | Jipocar Czech National Team | Ford Fiesta RS WRC       | MON Ret | SWE Ret | MEX 5   | POR 6  | ARG 8   | ITA 6   | POL 10 | FIN Ret | DEU 7   | AUS    | FRA 10  | ESP 8   | GBR 9 | 9º     | 44     |
| 2015    | Jipocar Czech National Team | Ford Fiesta RS WRC       | MON 9   | SWE 8   | MEX 6   | ARG 4  | POR     | ITA     | POL    | FIN     | DEU     | AUS    | FRA     | ESP     | GBR   | 8º     | 26     |
| Fuente: |                             |                          |         |         |         |        |         |         |        |         |         |        |         |         |       |        |        |

### Campeonato Mundial de Rally S2000
| Año     | Equipo                   | Automóvil         | 1     | 2     | 3     | 4     | 5     | 6     | 7     | Pos. | Puntos |
| ------- | ------------------------ | ----------------- | ----- | ----- | ----- | ----- | ----- | ----- | ----- | ---- | ------ |
| 2010    | Czech Ford National Team | Ford Fiesta S2000 | SWE 3 | MEX 2 | NZL 3 | FIN 4 | GER 2 |       | FRA 6 | 3º   | 104    |
| 2010    | Barwa Rally Team         | Ford Fiesta S2000 |       |       |       |       |       | JPN 2 |       | 3º   | 104    |
| 2011    | Czech Ford National Team | Ford Fiesta S2000 | MEX 1 | ITA 3 | GRE 5 | FIN 2 | DEU 6 | FRA 3 | ESP 3 | 3º   | 106    |
| Fuente: |                          |                   |       |       |       |       |       |       |       |      |        |

### Campeonato Mundial Junior JWRC
| Año     | Equipo        | Automóvil          | 1       | 2      | 3       | 4       | 5       | 6       | 7     | Pos. | Puntos |
| ------- | ------------- | ------------------ | ------- | ------ | ------- | ------- | ------- | ------- | ----- | ---- | ------ |
| 2005    | Martin Prokop | Suzuki Ignis S1600 | MON 9   | ITA 7  | GRE 7   | FIN 6   | GER Ret | FRA 7   | ESP 5 | 9º   | 13     |
| 2006    | Martin Prokop | Citroën C2 S1600   | SWE 11  | ESP 1  | ITA 11  | GER 5   | FIN 8   | TUR 6   |       | 10º  | 18     |
| 2007    | Martin Prokop | Citroën C2 S1600   | POR Ret | ITA 3  | FIN Ret | GER 1   | ESP 2   | FRA 1   |       | 3º   | 34     |
| 2008    | Martin Prokop | Citroën C2 S1600   | MEX 7   | ITA 10 | FIN 1   | DEU Ret | ESP 1   | FRA 1   |       | 3º   | 32     |
| 2009    | Martin Prokop | Citroën C2 S1600   | IRE 2   | CYP 1  | ITA 1   | POL 2   | FIN 1   | ESP Ret |       | 1º   | 42     |
| Fuente: |               |                    |         |        |         |         |         |         |       |      |        |

### Rally Dakar
| Año     | Clase  | Vehículo | Posición | Victorias de etapa |
| ------- | ------ | -------- | -------- | ------------------ |
| 2016    | Coches | Toyota   | 14.º     | -                  |
| 2017    | Coches | Ford     | 11.º     | -                  |
| 2018    | Coches | Ford     | 7.º      | -                  |
| 2019    | Coches | Ford     | 6.º      | -                  |
| 2020    | Coches | Ford     | 12.º     | -                  |
| 2021    | Coches | Ford     | 9.º      | -                  |
| 2022    | Coches | Ford     | 26.º     | -                  |
| 2023    | Coches | Ford     | 6.º      | -                  |
| 2024    | Coches | Ford     | 5.º      | -                  |
| 2025    | Coches | Ford     | 11.º     | -                  |
| Fuente: |        |          |          |                    |

### Campeonato Mundial de Rally Raid (FIA)
| Año     | Clase  | Vehículo | Posición | Puntaje | Victorias |
| ------- | ------ | -------- | -------- | ------- | --------- |
| 2023    | Coches | Ford     | 6.º      | 81      | -         |
| 2024    | Coches | Ford     | 10.º     | 51      | -         |
| Fuente: |        |          |          |         |           |